# Floxuridin
Fluorxuridine (cũng là 5-fluorodeoxyuridine) là một loại thuốc ung thư thuộc nhóm được gọi là thuốc chống dị ứng. Cụ thể, fluorxuridine là một chất tương tự pyrimidine, được phân loại là deoxyuridine. Thuốc thường được dùng qua động mạch và thường được sử dụng trong điều trị ung thư đại trực tràng. Chất lượng cuộc sống và tỷ lệ sống của những người được truyền fluorxuridine vào động mạch gan liên tục cho di căn ung thư đại trực tràng cao hơn đáng kể so với nhóm đối chứng. Fluorxuridine cũng có thể được chỉ định để điều trị ung thư thận và dạ dày. Sử dụng fluorxuridine trong ống nghiệm bao gồm điều trị fluorouracil, fluorxuridine và mitomycin trong 5 phút để tăng sinh tế bào trong nguyên bào sợi của Tenon.

## Sinh tổng hợp
Aeromonas salmonicida ATCC 27013 bất động, khi tiếp xúc với thymidine và 5-fluorouracil trong đệm phosphate ở nhiệt độ phòng trong một giờ, có thể tổng hợp fluorxuridine và thymine.

Sinh tổng hợp Fluorxuridine

## Dược lý[6]
Fluorxuridine hoạt động chủ yếu bằng cách ngăn chặn sự phát triển của các tế bào mới được sinh ra. Thuốc về cơ bản ngăn chặn DNA hình thành trong các tế bào mới và phát triển nhanh, đó là dấu hiệu của một tế bào ung thư. Do đó, fluorxuridine giết chết các tế bào ung thư. Đối với ung thư đại trực tràng và di căn gan, một người trưởng thành trung bình nên được sử dụng liều tiêm tĩnh mạch 0,1 - 0,6  mg / kg / ngày dưới dạng tiêm truyền liên tục, tiếp tục cho đến khi đạt được độc tính không dung nạp (số lượng bạch cầu <3.500 / mm ^ 3 hoặc số lượng tiểu cầu <100.000 / mm ^ 3). Dưới đây là liều lượng gây tử vong cho các loài khác. LD50 là liều gây chết người mà một nửa số sinh vật tiếp xúc với thuốc chết. 
| Loài      | LD50 (mg / kg +/- SE) |
| --------- | --------------------- |
| Chuột     | 880 +/- 51            |
| Con chuột | 670 +/- 73            |
| Con thỏ   | 94 +/- 19.6           |
| Chó       | 157 +/- 46            |

### Dược lực học
Fluorxuridine là một chất tương tự pyrimidine hoạt động như một chất ức chế pha S của sự phân chia tế bào. Điều này chọn lọc giết chết các tế bào phân chia nhanh chóng. Các chất chống dị ứng giả trang thành các phân tử giống pyrimidine, ngăn các pyrimidine bình thường được tích hợp vào DNA trong giai đoạn S của chu kỳ tế bào. Fluorouracil (sản phẩm cuối cùng của quá trình dị hóa fluorxuridine) ngăn chặn một loại enzyme chuyển đổi các nucleoside cytosine thành dẫn xuất deoxy. Ngoài ra, quá trình tổng hợp DNA bị ức chế hơn nữa vì fluoruracil ngăn chặn sự kết hợp của nucleotide thymidine vào chuỗi DNA.

### Cơ chế hoạt động
Fluorxuridine nhanh chóng bị dị hóa thành 5-fluorouracil, đây là dạng hoạt động của thuốc. Tác động chính là can thiệp vào quá trình tổng hợp DNA và ở mức độ thấp hơn, ức chế sự hình thành RNA thông qua việc kết hợp thuốc vào RNA, do đó dẫn đến việc sản xuất RNA gian lận. Fluorouracil cũng ức chế uracil riboside phosphorylase, ngăn chặn việc sử dụng uracil được tạo hình sẵn trong quá trình tổng hợp RNA. Đồng thời, monophosphate của fluorxuridine, 5-fluoro-2'-deoxyuridine-5'-phosphate (FUDR-MP) ức chế enzyme thymidylate synthetase. Điều này dẫn đến sự ức chế quá trình methyl hóa acid deoxyuridylic thành acid thymidylic, do đó cản trở quá trình tổng hợp DNA.

### Lộ trình loại bỏ
Thuốc được bài tiết còn nguyên vẹn và như urê, fluorouracil, α-fluoro-β-ureidopropionic acid, dihydrofluorouracil, α-fluoro-β-guanidopropionic acid và α-fluoro-β-alanin trong nước tiểu; nó cũng đã hết hạn sử dụng carbon dioxide hô hấp.

## Tác dụng phụ
Tác dụng phụ bao gồm:

### Thường gặp (30% bệnh nhân)
- Công thức máu thấp. Các tế bào bạch cầu và hồng cầu và tiểu cầu của bạn có thể tạm thời giảm. Điều này có thể khiến bạn tăng nguy cơ nhiễm trùng, thiếu máu và/hoặc chảy máu.
- Loét miệng
- Tiêu chảy (có thể nặng)

### Ít phổ biến hơn (10 người29% bệnh nhân)
- Ăn kém
- Buồn nôn
- Rụng tóc
- Men gan tăng cao (tăng tạm thời phosphatase kiềm, lactate dehydrogenase, transaminase, và bilirubin). Điều này được thấy nhiều hơn với truyền tĩnh mạch trực tiếp vào gan.
- Hội chứng chân tay (Palmar-plantar erythrodysesthesia hoặc PPE) - nổi mẩn da, sưng, đỏ, đau và/hoặc bong tróc da ở lòng bàn tay và lòng bàn chân
- Loét dạ dày (Điều này được thấy nhiều hơn với truyền tĩnh mạch trong động mạch).

### Liên hệ với nhà cung cấp dịch vụ y tế của bạn ngay lập tức
- Sốt 100,4   °F (38   °C) hoặc cao hơn, ớn lạnh (có thể có dấu hiệu nhiễm trùng).

### Liên hệ với nhà cung cấp dịch vụ y tế của bạn
- Tiêu chảy (2 đợt trong khoảng thời gian 24 giờ)
- Buồn nôn (cản trở khả năng ăn uống và không giảm bớt thuốc được kê đơn)
- Nôn (nôn nhiều hơn 4-5 lần trong 24 giờ)
- Loét miệng (đau đỏ, sưng hoặc loét)
- Chảy máu bất thường hoặc bầm tím
- Phân màu đen hoặc hắc ín, hoặc máu trong phân của bạn
- Máu trong nước tiểu
- Vàng da hoặc mắt
- Đau nhói hoặc nóng rát, đỏ, sưng lòng bàn tay hoặc lòng bàn chân

### Khác
- Khả năng sinh sản cho cả nam và nữ có thể bị ảnh hưởng bởi fluorxuridine.

## Lịch sử
Fluorxuridine lần đầu tiên được FDA chấp thuận vào tháng 12 năm 1970 dưới tên thương hiệu FUDR. Thuốc ban đầu được Roche đưa ra thị trường, công ty cũng đã thực hiện rất nhiều công việc ban đầu trên 5-fluorouracil. Viện Ung thư Quốc gia là nhà phát triển sớm của thuốc. Roche đã bán dòng sản phẩm FUDR của mình vào năm 2001 cho FH Faulding, công ty đã trở thành Mayne Pharma.

## Tên khác
Từ đồng nghĩa với fluorxuridine bao gồm:
| - 5 Fluorodeoxyuridine - 5-Fluorodeoxyuridine - 5-FUdR - Fluorxuridine - Fluorodeoxyuridine - FUdR - 50-91-9 - 2'-Deoxy-5-fluorouridine - 5-Fluoro-2'-deoxyuridine - 5-Fluorodeoxyuridine - FUDR - 5 Fluorodeoxyuridine | - Fluorodeoxyuridine - Fluorxuridin - Fluoruridine deoxyribose - Deoxyfluorouridine - Fluorxiridina - Fluorxuridinum - 5-Fluorouracil deoxyriboside - 5-Fluoro-2-desoxyuridine - 5FdU - 5-Fluoro-2-deoxyuridine - beta-5-Fluoro-2'-deoxyuridine - FdUR | - 5-fluoro-1-((2r,4s,5r)-4-hydroxy-5-(hydroxymethyl)tetrahydrofuran-2-yl)pyrimidine-2,4(1h,3h)-dione - FdUrd - 1-(2-Deoxy-beta-D-ribofuranosyl)-5-fluorouracil - Uridine, 2'-deoxy-5-fluoro- - 1beta-D-2'-Deoxyribofuranosyl-5-flurouracil - 1-beta-D-2'-Deoxyribofuranosyl-5-flurouracil - UNII-039LU44I5M - 5-Fluorouracil 2'-deoxyriboside - Fluorxuridinum [INN-Latin] - Fluorxiridina [INN-Spanish] - 5-FdUrd |